# مرتضی کاظمیان
مرتضی کاظمیان (متولد ۱۳۴۹ مشهد)، روزنامه‌نگار، نویسنده و فعال سیاسی، عضو شورای فعالان ملی مذهبی اهل ایران، ساکن لندن است.

## فعالیتهای مطبوعاتی
کاظمیان در روزنامه‌ها و نشریات مختلفی همچون جامعه، توس، خرداد، فتح، اعتماد، اعتماد ملی، سرمایه، یاس نو، آفتاب، نامه، میهن و سایت‌های جرس (جنبش راه سبز) و روز آنلاین به‌عنوان روزنامه‌نگار، عضو شورای سردبیری، دبیر سرویس سیاسی و نویسنده یادداشت و گزارش سیاسی فعالیت کرده است.

## فعالیتهای تلویزیونی
او همچنین از نویسندگان و تحلیل‌گران بی‌بی‌سی فارسی و رادیو فردا بوده و در حال حاضر عضو تحریریه ایران اینترنشنال است.

## دستگیری و زندان
کاظمیان در دو بازه زمانی دستگیر و به زندان محکوم شد.

## دستگیری نخست ۱۳۷۹
کاظمیان ۲۱ اسفند ۱۳۷۹ هم در جریان بازداشت گروهی فعالان ملی مذهبی در منزل محمد بسته‌نگار بازداشت شد. او تا نیمه مهرماه ۱۳۸۰ در بازداشتگاه مخفی ۵۹ سپاه پاسداران در میدان عشرت‌آباد زندانی بود. این روزنامه‌نگار ۱۳۰ روز از مدت بازداشت خود را در سلول‌های انفرادی این بازداشتگاه سپری کرد. کاظمیان بعداً در دادگاهی به ریاست قاضی حداد به تحمل چهار سال زندان محکوم شد.

## دستگیری دوم ۱۳۸۸
کاظمیان در جریان سرکوب فعالان سیاسی و روزنامه‌نگاران بعد از انتخابات ریاست جمهوری ۱۳۸۸ در هشتم دی همان سال در منزل مسکونی‌اش بازداشت شد. او تا دهم اسفند در سلول‌های انفرادی اوین زندانی بود و بعد به قید وثیقه آزاد شد. وی ۶۳ روز در زندان انفرادی به سر برد.
کاظمیان مهرماه سال ۱۳۸۹ به اتهام «فعالیت تبلیغی علیه نظام» در شعبه ۲۸ دادگاه انقلاب، به ریاست قاضی مقیسه، محاکمه گردید. رسیدگی به اتهامات مطبوعاتی و فعالیت‌های حرفه‌ای این روزنامه‌نگار، غیرعلنی، بدون حضور هیئت منصفه و با حضور یکی از وکلای مدافع وی (محمد سیف‌زاده) برگزار و او به تحمل یک سال زندان محکوم شد.
او در دی ماه ۱۳۸۹ به مقصد فرانسه از ایران خارج شد.

#### آثار و کتاب‌ها
مرتضی کاظمیان نویسنده چهار کتاب در حوزه تاریخ سیاسی معاصر و نواندیشی دینی است
- سوسیال دموکراسی دینی؛ محمد نخشب و خداپرستان سوسیالیست (۱۳۸۳)،
- اسرار تاریک‌خانه‌ها (۱۳۸۳)،
- نظام سلطنتی؛ بحران هژمونی و اقتدار (۱۳۸۴)،
- شریعتی، روشنفکر ناشناخته (۱۳۸۶)